# يو جونغ-هيون
يو جونغ-هيون (الكورية: 유종현) هو لاعب كرة قدم كوري جنوبي في مركز الدفاع، ولد في 14 مارس 1988 في كوريا الجنوبية. لعب مع نادي غوانغجو.

## وصلات خارجية
- يو جونغ-هيون على موقع دوري كوريا الجنوبية (الإنجليزية)
- يو جونغ-هيون على موقع قاعدة بيانات كرة القدم.إي يو (الإنجليزية)
- يو جونغ-هيون على موقع Soccerway.com (الإنجليزية)